# Episodi di Soul Quest Overdrive
La prima stagione della serie animata Soul Quest Overdrive, composta da 4 episodi, è stata trasmessa negli Stati Uniti, da Adult Swim, il 24 maggio 2011.
Il secondo episodio è stato pubblicato originariamente il 26 febbraio 2010 sul sito ufficiale di Adult Swim.
In Italia la stagione è inedita.
| nº | Titolo originale | Prima TV USA   |
| -- | ---------------- | -------------- |
| 1  | Adoption         | 24 maggio 2011 |
| 2  | Meals on Wheels  | 24 maggio 2011 |
| 3  | Golf             | 24 maggio 2011 |
| 4  | Spaghetti        | 24 maggio 2011 |

## Adoption
- Titolo originale: Adoption
- Diretto da: Matt Maiellaro e Dave Willis (non accreditati)
- Scritto da: Nick Ingkatanuwat, John Brestan, Matt Maiellaro e Dave Willis

### Trama
Il gruppo decide di adottare un piccolo mostro.
- Guest star: Mary Craft (donna), Adam Reed (assistente sociale).

## Meals on Wheels
- Titolo originale: Meals on Wheels
- Diretto da: Matt Maiellaro e Dave Willis (non accreditati)
- Scritto da: Nick Ingkatanuwat, John Brestan, Matt Maiellaro e Dave Willis

### Trama
Il gruppo aiuta gli anziani portando loro del cibo attraverso il programma televisivo Meals on Wheels.

## Golf
- Titolo originale: Golf
- Diretto da: Matt Maiellaro e Dave Willis (non accreditati)
- Scritto da: Nick Ingkatanuwat, John Brestan, Matt Maiellaro e Lear Bunda

### Trama
Il gruppo viene portato su un pianeta popolato interamente da ex mogli robot.
- Guest star: John DiMaggio (ricco divorziato), Anessa Ramsey (ex moglie robot).

## Spaghetti
- Titolo originale: Spaghetti
- Diretto da: Matt Maiellaro e Dave Willis (non accreditati)
- Scritto da: Nick Ingkatanuwat, John Brestan e Matt Maiellaro

### Trama
Il gruppo è terrorizzato da degli spaghetti alieni.